# Liste der Straßen, Plätze und Brücken in Hamburg-Horn

Lage von Horn in Hamburg und im Bezirk Hamburg-Mitte (hellrot)

Die Liste der Straßen, Plätze und Brücken in Horn ist eine Übersicht der im Hamburger Stadtteil Horn vorhandenen Straßen, Plätze und Brücken. Sie ist Teil der Liste der Verkehrsflächen in Hamburg.

## Überblick
In Horn (Ortsteilnummern 128 und 129) leben 38857 Einwohner (Stand: 31. Dezember 2023) auf 5,9 km². Horn liegt in den Postleitzahlenbereichen 22111 und 22119.
In Horn gibt es 116 benannte Verkehrsflächen, darunter einen Platz und vier Brücken.
Örtlich nicht begrenzt findet sich eine Motivgruppe mit Namen verdienter Frauen und Männer der Arbeiterbewegung (siehe Spalte „Anmerkungen“).

## Übersicht der Straßen
Die nachfolgende Tabelle gibt eine Übersicht über alle benannten Verkehrsflächen – Straßen, Plätze und Brücken – im Stadtteil sowie einige dazugehörige Informationen. Im Einzelnen sind dies:
- Name/Lage: aktuelle Bezeichnung der Straße, des Platzes oder der Brücke. Über den Link (Lage) kann die Straße, der Platz oder die Brücke auf verschiedenen Kartendiensten angezeigt werden. Die Geoposition gibt dabei ungefähr die Mitte an. Bei längeren Straßen, die durch zwei oder mehr Stadtteile führen, kann es daher sein, dass die Koordinate in einem anderen Stadtteil liegt.
- Straßenschlüssel: amtlicher Straßenschlüssel, bestehend aus einem Buchstaben (Anfangsbuchstabe der Straße, des Platzes oder der Brücke) und einer dreistelligen Nummer.
- Länge/Maße in Metern:
Hinweis: Die in der Übersicht enthaltenen Längenangaben sind nach mathematischen Regeln auf- oder abgerundete Übersichtswerte, die im Digitalen Atlas Nord[1] mit dem dortigen Maßstab ermittelt wurden. Sie dienen eher Vergleichszwecken und werden, sofern amtliche Werte bekannt sind, ausgetauscht und gesondert gekennzeichnet.
Bei Plätzen sind die Maße in der Form a × b bei rechteckigen Anlagen oder a × b × c bei dreiecksförmigen Anlagen mit a als längster Kante dargestellt.
Der Zusatz (im Stadtteil) gibt an, wie lang die Straße innerhalb des Stadtteils ist, sofern sie durch mehrere Stadtteile verläuft.
- Namensherkunft: Ursprung oder Bezug des Namens.
- Datum der Benennung: Jahr der offiziellen Benennung oder der Ersterwähnung eines Namens, bei Unsicherheiten auch die Angabe eines Zeitraums.
- Anmerkungen: Weitere Informationen bezüglich anliegender Institutionen, der Geschichte der Straße, historischer Bezeichnungen, Baudenkmale usw.
- Bild: Foto der Straße oder eines anliegenden Objektes.

| Name/Lage                      | Straßen- schlüssel | Länge/Maße (in Metern) | Namensherkunft | Datum der Benennung | Anmerkungen | Bild                                                      |
| ------------------------------ | ------------------ | ---------------------- | --- | ------------------- | --- | --------------------------------------------------------- |
| Am Anger (Lage)                | A185               | 0085                   | frei gewählter Name nach der Bezeichnung für einen Dorfplatz | 1940                | | Am Anger                                                  |
| Am Gojenboom (Lage)            | A234               | 0510                   | nach der gleichnamigen Stange, auf der bei Schützenfesten das Bild eines Papageis (Papagoj) befestigt war, auf den geschossen wurde | 1929                | | Am Gojenboom                                              |
| Am Horner Moor (Lage)          | A253               | 0430                   | nach der Lage am ehemaligen Horner Moor | 1932                | | Am Horner Moor                                            |
| Anna-Lühring-Weg (Lage)        | A437               | 0065                   | Anna Lühring (1796–1866), schloss sich als Mann verkleidet dem Lützowschen Freikorps an | 1929                | | Anna-Lühring-Weg                                          |
| Angelika-Landwehr-Stieg (Lage) | A                  | 0055                   | Angelika Landwehr (1960–2020), Schauspielerin und Theatergründerin | 2024                | vor 1945: Hans-Cyranka-Stieg, danach Von-Elm-Stieg | Von-Elm-Stieg                                             |
| Audorfring (Lage)              | A491               | 0270                   | Jacob Audorf (1835–1898), Dichter | 1960                | Motivgruppe: Frauen und Männer der Arbeiterbewegung | Audorfring                                                |
| Auersreihe (Lage)              | A498               | 0710                   | Ignaz Auer (1846–1907), SPD-Politiker | 1929/1945           | bis 1945 zeitweise Harry-Hahn-Straße Motivgruppe: Frauen und Männer der Arbeiterbewegung | Auersreihe                                                |
| BAB Lübeck (Lage)              | B753               | 2550                   | |                     | Es handelt sich hierbei um ein Teilstück der A 24, die ab dem Horner Kreisel bis Holstenhofweg/Dannerallee auf Horner Gebiet verläuft. |                                                           |
| Bauerberg (Lage)               | B095               | 0510                   | nach einem Platz, auf dem sonntags die Bauern zusammenkamen, um mit dem Bauernvogt über Belange des Dorfes zu sprechen | um 1850             | | Bauerberg                                                 |
| Bauerbergweg (Lage)            | B096               | 0475                   | in Anlehnung an den Bauerberg | 1959                | | Bauerbergweg                                              |
| Bei den Tennisplätzen (Lage)   | B157               | 0860                   | nach der Lage | 1961                | | Bei den Tennisplätzen                                     |
| Bei den Zelten (Lage)          | B158               | 0115                   | nach den früher hier bei Schützenfesten aufgestellten Zelten, in denen Gäste bewirtet wurden | 1929                | | Bei den Zelten                                            |
| Bei der Martinskirche (Lage)   | B177               | 0125                   | nach der Lage an der Horner Martinskirche | 1929                | | Bei der Martinskirche                                     |
| Beim Hirtenkaten (Lage)        | B210               | 0095                   | nach dem Hirtenkaten der Dorfschaft, der seinerzeit auf dem Bauerberg stand | 1929                | | Beim Hirtenkaten                                          |
| Beim Pachthof (Lage)           | B217               | 0260                   | nach einem ehemaligen Pachthof, der lange Jahre dem Hospital zum Heiligen Geist gehörte | 1929                | | Beim Pachthof                                             |
| Beim Rauhen Hause (Lage)       | B218               | 0800                   | nach der gleichnamigen, 1833 gegründeten Stiftung | 1929                | |                                                           |
| Bergedorfer Straße (Lage)      | B255               | 1755 (im Stadtteil)    | Hamburger Stadtteil Bergedorf | 1954                | westlich der Bahnbrücke bis Schurzallee-Nord in Hamm, östlich davon bis etwa Mitte der parallel verlaufenden Kolumbusstraße in Horn (hier reine Autostraße), von da ab in Billstedt, im weiteren östlichen Verlauf dann auch in Lohbrügge und Bergedorf | Bergedorfer Straße (Zu- und Abfahrt Horner Rampe)         |
| Bergmannring (Lage)            | B260               | 0260                   | Paul Bergmann (1881–1951), SPD-Politiker | 1964                | Motivgruppe: Frauen und Männer der Arbeiterbewegung | Bergmannring                                              |
| Bergstieg (Lage)               | B269               | 0210                   | als zu einer Anhöhe führender Weg | 1945                | | Bergstieg                                                 |
| Billufer (Lage)                | B335               | 0935 (im Stadtteil)    | nach dem Verlauf entlang der Bille | 1953                | westlich der Bahnbrücke in Hamm |                                                           |
| Blaue Brücke (Lage)            | –                  | 0045 (im Stadtteil)    | nach dem Anstrich der Brücke | 1937                | überquert die Bille und verbindet die Stadtteile Billbrook und Horn miteinander; südlicher Brückenteil in Billbrook | Blaue Brücke                                              |
| Bleckering (Lage)              | B394               | 0200                   | Heinrich Blecke (1878–1956), SPD-Politiker | 1964                | Motivgruppe: Frauen und Männer der Arbeiterbewegung | Bleckering                                                |
| Blostwiete (Lage)              | B407               | 0200                   | Wilhelm Blos (1849–1927), Schriftsteller und SPD-Politiker und dessen Ehefrau Anna Blos (1866–1933), SPD-Politikerin | 1945                | Motivgruppe: Frauen und Männer der Arbeiterbewegung; zusätzliche Widmung seit 2017 | Blostwiete                                                |
| Blosweg (Lage)                 | B408               | 0160                   | Wilhelm Blos (1849–1927), Schriftsteller und SPD-Politiker und dessen Ehefrau Anna Blos (1866–1933), SPD-Politikerin | 1945                | Motivgruppe: Frauen und Männer der Arbeiterbewegung; zusätzliche Widmung seit 2017 | Blosweg                                                   |
| Boberger Straße (Lage)         | B421               | 0150                   | Boberg, Ortsteil von Lohbrügge | 1902                | | Boberger Straße                                           |
| Böcklerstraße (Lage)           | B432               | 0520                   | Hans Böckler (1875–1951), SPD-Politiker und Gewerkschaftsfunktionär | 1964                | Motivgruppe: Frauen und Männer der Arbeiterbewegung | Böcklerstraße                                             |
| Bömelburgstieg (Lage)          | B444               | 0060                   | Theodor Bömelburg (1862–1912), SPD-Politiker und Gewerkschafter | 1929/1945           | bis 1945 zeitweise: Kobertstieg Motivgruppe: Frauen und Männer der Arbeiterbewegung | Bömelburgstieg                                            |
| Bömelburgweg (Lage)            | B445               | 0165                   | Theodor Bömelburg (1862–1912), SPD-Politiker und Gewerkschafter | 1929/1945           | bis 1945 zeitweise: Henry-Kobert-Straße Motivgruppe: Frauen und Männer der Arbeiterbewegung | Bömelburgweg                                              |
| Culinstraße (Lage)             | C063               | 0635                   | Johann Andreas Culin (1826–1896), Gründer und Direktor der Straßenbahngesellschaft, und Andreas Culin (1852–1931), Erfinder der einteiligen Straßenbahnrillenschienen | 1959                | | Culinstraße                                               |
| Dahrendorfweg (Lage)           | D011               | 0180                   | Gustav Dahrendorf (1901–1954), SPD-Politiker | 1964                | Motivgruppe: Frauen und Männer der Arbeiterbewegung | Dahrendorfweg                                             |
| Daniel-Bartels-Weg (Lage)      | D033               | 0530                   | Daniel Bartels (1818–1889), Schriftsteller | 1933                | | Daniel-Bartels-Weg                                        |
| Dannerallee (Lage)             | D040               | 0690                   | Lothar Danner (1891–1960), SPD-Politiker | 1964                | östliche Straßenhälfte in Billstedt | Dannerallee                                               |
| Derbyweg (Lage)                | D076               | 1500                   | nach der Lage an der Horner Rennbahn, auf der das Deutsche Derby ausgetragen wird | 1951                | | Derbyweg                                                  |
| Dunckersweg (Lage)             | D230               | 0385                   | Kaufmannsfamilie Duncker, insbesondere Arthur Duncker (1845–1928), Versicherungskaufmann | 1929                | | Dunckersweg                                               |
| Eekholtesweg (Lage)            | E033               | 0170                   | nach einem dort ehemals befindlichen Eichengehölz (niederdeutsch = Eekholt) | 1933                | | Eekholtesweg                                              |
| Elmtwiete (Lage)               | E166               | 0095                   | Adolph von Elm (1857–1916), SPD-Politiker und Gewerkschafter | 1945                | Den gleichen Namensgeber haben der Von-Elm-Weg im Stadtteil sowie der Adolf-von-Elm-Hof in Eißendorf Motivgruppe: Frauen und Männer der Arbeiterbewegung                                                                                                | Elmtwiete                                                 |
| Ernst-Albers-Straße (Lage)     | E216               | 0120 (im Stadtteil)    | Ernst Albers (1803–1844), Kaufmann und Oberalter, hatte Grundbesitz in Wandsbek | vor 1933            | nördlich der A 24 in Marienthal; in Horn nur ein unbeschilderter Trampelpfad | Ernst-Albers-Straße                                       |
| Ernst-Scherling-Weg (Lage)     | E229               | 0320                   | Ernst August Scherling (1859–1939), Kaufmann | 1966                | Motivgruppe: Frauen und Männer der Arbeiterbewegung | Ernst-Scherling-Weg                                       |
| Geibweg (Lage)                 | G045               | 0100                   | August Geib (1842–1879), Lyriker | 1945                | Motivgruppe: Frauen und Männer der Arbeiterbewegung | Geibweg                                                   |
| Georg-Blume-Straße (Lage)      | G055               | 0490                   | Georg Blume (1849–1921), SPD-Politiker | 1964                | Motivgruppe: Frauen und Männer der Arbeiterbewegung | Georg-Blume-Straße                                        |
| Graßmannweg (Lage)             | G354               | 0070                   | Peter Graßmann (1873–1939), SPD-Politiker und Gewerkschafter | 1968                | Motivgruppe: Frauen und Männer der Arbeiterbewegung | Graßmannweg                                               |
| Grosseweg (Lage)               | G255               | 0160                   | Berthold Grosse (1863–1927), SPD-Politiker und Gewerkschafter | 1945                | Motivgruppe: Frauen und Männer der Arbeiterbewegung | Grosseweg                                                 |
| Grüner Weg (Lage)              | G313               | 0225                   | nach der Lage an einer Grünfläche | 1909                | | Grüner Weg                                                |
| Grüningweg (Lage)              | G317               | 0525                   | Hermann Grüning (1841–1929), Buchhändler | 1959                | Grüning ließ 1923 aus eigenen Mitteln die Öffentliche Bücherhalle in Hohenfelde errichten. | Grüningweg                                                |
| Hasencleverstraße (Lage)       | H168               | 0545                   | Wilhelm Hasenclever (1837–1889), SPD-Politiker | 1945                | Motivgruppe: Frauen und Männer der Arbeiterbewegung | Hasencleverstraße                                         |
| Heckenpfad (Lage)              | H211               | 0255                   | nach der Einfassung mit Hecken | 1933                | | Heckenpfad                                                |
| Heinrich-Kaufmann-Ring (Lage)  | H300               | 0340                   | Heinrich Kaufmann (1864–1928), Redakteur und Vorstand der Volksfürsorge | 1966                | Motivgruppe: Frauen und Männer der Arbeiterbewegung | Heinrich-Kaufmann-Ring                                    |
| Helma-Steinbach-Weg (Lage)     | H337               | 0270                   | Helma Steinbach (1847–1918), Gewerkschafterin | 1929                | Motivgruppe: Frauen und Männer der Arbeiterbewegung | Helma-Steinbach-Weg                                       |
| Hennigsweg (Lage)              | H348               | 0050                   | Martin Hennig (1864–1920), Publizist und langjähriger Direktor des Rauhen Hauses | 1929                | | Hennigsweg                                                |
| Hermann-Heberlein-Ring (Lage)  | H839               | 0190                   | Hermann Heberlein (1922–1999), SPD-Politiker | 2006                | | Hermann-Heberlein-Ring                                    |
| Hermannstal (Lage)             | H375               | 1270                   | J. Hermann Decke (1817–1904), Bauer in Horn | 1929                | Daten zu Namensherkunft und Benennung nach Beckershaus; laut Hanke starb Decke 1894, die Benennung der Straße erfolgte bereits 1892. | Hermannstal                                               |
| Hertogestraße (Lage)           | H387               | 0250                   | nach der niederländischen Familie Hertoghe, die hier umfangreichen Grundbesitz hatte | 1911                | | Hertogestraße                                             |
| Hohle Rönne (Lage)             | H562               | 0245                   | nach einem mit Wasser gefüllten Geländeeinschnitt | 1859                | |                                                           |
| Horner Brückenweg (Lage)       | H632               | 0510                   | nach Lage im Stadtteil und Funktion zur Blauen Brücke führend | 1950                | | Horner Brückenweg                                         |
| Horner Landstraße (Lage)       | H635               | 2245                   | nach der Lage im Stadtteil | 1870                | Ca. 15 Meter östlich von Hausnummer 360 liegen die Grundstücke auf der Nordseite in Horn, die Straßenfläche sowie die südlichen Grundstücke in Billstedt.                                                                                               | Horner Landstraße                                         |
| Horner Mühlenberg (Lage)       | H864               | 0275                   | nach Lage im Stadtteil und Funktion zur ehemaligen Horner Mühle führend | 2013                | bis 2013: Horner Berg | Horner Mühlenberg                                         |
| Horner Rampe (Lage)            | H637               | 1220 (im Stadtteil)    | nach der 1925–29 im Zuge der Aufschüttung der Horner Marsch angelegten Rampe für die Feldbahn aus Öjendorf, von der aus der Sand per Pferdewagen und Lore verteilt wurde. Nach Fertigstellung der neuen Brücke im Verlauf des „Ring 2“ erhielt am 2. Januar 1970 auch dieses Teilstück den Namen „Horner Rampe“ | 1933 / 1970         | ab der Bille südlicher Teil in Billbrook | Horner Rampe · Horner Rampe (aus Sicht der Schnellstraße) |
| Horner Redder (Lage)           | H638               | 0285                   | nach der Lage im Stadtteil | 1950                | Ein Redder ist ein von Knicks gesäumter Feldweg. | Horner Redder                                             |
| Horner Stieg (Lage)            | H639               | 0140                   | nach der Lage im Stadtteil | 1931                | |                                                           |
| Horner Weg (Lage)              | H640               | 1090 (im Stadtteil)    | nach der Lage im Stadtteil | 1865                | westlich der Bahnbrücke in Hamm |                                                           |
| Horner Wegbrücke (Lage)        | –                  | 0035 (im Stadtteil)    | nach Lage und Funktion im Stadtteil | 1901                | kurzer westlicher Teil in Hamm |                                                           |
| Ilextwiete (Lage)              | I014               | 0075                   | nach dem lateinischen Namen für die Stechpalme | 1940                | | Ilextwiete                                                |
| Ilexweg (Lage)                 | I015               | 0100                   | nach dem lateinischen Namen für die Stechpalme | 1940                | | Ilexweg                                                   |
| Im Ried (Lage)                 |                    | 0250                   | nach einem Flurnamen (Ried = Schilf, Gebüsch) | 1938                | Die Straße ist nicht im Straßen- und Gebietsverzeichnis aufgeführt. | Im Ried                                                   |
| Jürsweg (Lage)                 | J080               | 0160                   | Heinrich Jürs (1844–1919), Zahnarzt und Heimatdichter | 1933                | | Jürsweg                                                   |
| Kernbek (Lage)                 | K138               | 0125                   | nach einem Flurnamen | 1929                | |                                                           |
| Kolumbusstraße (Lage)          | K355               | 0420 (im Stadtteil)    | Christoph Kolumbus (um 1451–1506), italienischer Seefahrer, Entdecker Amerikas | 1962                | östlicher Teil in Billstedt | Kolumbusstraße                                            |
| Kroogblöcke (Lage)             | K450               | 0705                   | nach quer zu anderen Äckern liegenden Flurstücken (Blöcke), die nicht gemeinsam bearbeitet werden können | 1929                | | Kroogblöcke                                               |
| Laufkötterweg (Lage)           | L087               | 0230                   | Franz Laufkötter (1857–1925), SPD-Politiker | 1966                | Motivgruppe: Frauen und Männer der Arbeiterbewegung | Laufkötterweg                                             |
| Legienbrücke (Lage)            | –                  | 0075                   | in Anlehnung an die Legienstraße | 1968                | überquert die Gleise der U-Bahn beim Bahnhof Legienstraße; östliche Brückenhälfte in Billstedt | Legienbrücke                                              |
| Legienstraße (Lage)            | L104               | 1980                   | Carl Legien (1861–1920), Gewerkschaftsfunktionär | 1929, 1947          | östliche Straßenhälfte in Billstedt Motivgruppe: Frauen und Männer der Arbeiterbewegung zwischenzeitlich ab ca. 1939 Scheubner-Richter-Straße (Hamburger Adressbücher 1930 und 1940)                                                                    | Legienstraße                                              |
| Letzter Heller (Lage)          | L147               | 0380                   | nach einem früher dort gelegenen, bereits im 17. Jahrhundert nachgewiesenen Wirtshaus | 1962                | | Letzter Heller                                            |
| Lisa-Niebank-Weg (Lage)        | L390               | 0450                   | Lisa Niebank (1913–1980), Pädagogin und Antifaschistin | 2001                | Fuß- und Radweg | Lisa-Niebank-Weg                                          |
| Manshardtstraße (Lage)         | M030               | 1365 (im Stadtteil)    | Friedrich Manshardt (1845–1917), Lehrer und Kirchenvorsteher in Horn | 1948                | zwischen Legienstraße und Dannerallee nur die nördliche Straßenhälfte in Horn, südliche Hälfte in Billstedt, östlich der Dannerallee komplett in Billstedt                                                                                              | Manshardtstraße                                           |
| Marshallweg (Lage)             | M358               | 0200                   | George C. Marshall (1880–1959), US-amerikanischer Staatsmann und General | 1970                | | Marshallweg                                               |
| Meurerweg (Lage)               | M354               | 0195                   | Hinrich Meurer (1643–1690), Hamburger Bürgermeister | 1968                | | Meurerweg                                                 |
| Nedderndorfer Weg (Lage)       | N018               | 0165                   | in Anlehnung an „Boberger Straße“. „Nedderndorf“ war das frühere „Niederboberg“ | 1948                | | Nedderndorfer Weg                                         |
| O’Swaldstraße (Lage)           | O002               | 0530                   | William Henry O’Swald (1832–1923), Senator und Kaufmann | 1929                | Der O’Swaldkai auf dem Kleinen Grasbrook hat denselben Namensgeber. | O’Swaldstraße                                             |
| Pagenfelder Platz (Lage)       | P011               | 0065 (Durchmesser)     | in Anlehnung an die Pagenfelder Straße | 1902                | | Pagenfelder Platz                                         |
| Pagenfelder Straße (Lage)      | P012               | 0255                   | nach dem Flurnamen „Pagenfeld“ | 1894                | „Page“ ist die niederdeutsche Bezeichnung für „Wallach“, ein männliches, kastriertes Pferd. | Pagenfelder Straße                                        |
| Pastor-Dubbels-Weg (Lage)      | P258               | 0120                   | Hans Jürgen Dubbels (1912–2000), von 1936 bis 1982 Pastor an der benachbarten Martinskirche | 2002                | | Pastor-Dubbels-Weg                                        |
| Posteltsweg (Lage)             | P177               | 0135                   | Friedrich Reinhold Postelt (1853–1917), SPD-Politiker | 1929                | von 1933 bis 1945: Heinrich-Heißinger-Straße Motivgruppe: Frauen und Männer der Arbeiterbewegung | Posteltsweg                                               |
| Querkamp (Lage)                | Q010               | 1015                   | nach einem Flurnamen | 1932                | | Querkamp                                                  |
| Rennbahnstraße (Lage)          | R157               | 1305 (im Stadtteil)    | nach der Lage an der Horner Rennbahn | 1880                | nördlich der A 24 in Marienthal | Rennbahnstraße                                            |
| Rhiemsweg (Lage)               | R175               | 1195                   | Theodor Rhiem (1823–1880), Theologe und Pädagoge | 1914                | |                                                           |
| Riedeck (Lage)                 | R187               | 0340                   | nach einem Flurnamen (Ried = Schilf, Gebüsch) | 1945                | | Riedeck                                                   |
| Riedgrund (Lage)               | R188               | 0                      | nach einem Flurnamen (Ried = Schilf, Gebüsch) | 1945                | Der Riedgrund ist nicht in der Grundkarte zu finden. Ebenso konnten die Koordinaten nur nach der Lage bei Google Maps ermittelt werden. | Riedgrund                                                 |
| Riedstieg (Lage)               | R189               | 00                     | nach einem Flurnamen (Ried = Schilf, Gebüsch) | 1945                | Der Riedstieg ist nicht in der Grundkarte zu finden. Ebenso konnten die Koordinaten nur nach der Lage bei Google Maps ermittelt werden. | Riedstieg                                                 |
| Riedweg (Lage)                 | R190               | 0155                   | nach einem Flurnamen (Ried = Schilf, Gebüsch) | 1945                | | Riedweg                                                   |
| Rudolf-Roß-Allee (Lage)        | R328               | 0755                   | Rudolf Roß (1872–1951), SPD-Politiker, Hamburger Bürgermeister | 1959                | | Rudolf-Roß-Allee                                          |
| Sandkamp (Lage)                | S037               | 0470                   | nach einem Flurnamen | 1910                | | Sandkamp                                                  |
| Sandkampstieg (Lage)           | S038               | 0090                   | in Anlehnung an den Sandkamp | 1945                | | Sandkampstieg                                             |
| Sandkampweg (Lage)             | S039               | 0455                   | in Anlehnung an den Sandkamp | 1945                | | Sandkampweg                                               |
| Scheteligsweg (Lage)           | S148               | 0085                   | Carl Schetelig (1849–1920), erster Pastor an der Horner Martinskirche | 1929                | | Scheteligsweg                                             |
| Schönbornreihe (Lage)          | S263               | 0115                   | Graf von Schönborn, Kaiserlicher Kommissar | 1939                | Von Schönborn rückte 1708 mit seinen Truppen in Hamburg ein, um durch Verfassungskämpfe entstandene Unruhen zu bekämpfen. Vor 1939: Hernsheim Reihe | Schönbornreihe                                            |
| Sebastiangasse (Lage)          | S367               | 0100                   | Sebastian († um 288), Patron u. a. der Schützengilden | 1929                | | Sebastiangasse                                            |
| Sievekingsallee (Lage)         | S442               | 1180 (im Stadtteil)    | Karl Sieveking (1787–1847), Senatssyndikus und Diplomat | 1929                | westlich der Bahnbrücke in Hamm | Sievekingsallee                                           |
| Snitgerreihe (Lage)            | S466               | 0220                   | Hieronymus Snitger (1648–1686), Kaufmann und Politiker | 1929                | |                                                           |
| Snitgerstieg (Lage)            | S467               | 0135                   | in Anlehnung an die Snitgerreihe | 1931                | |                                                           |
| Speckenreye (Lage)             | S532               | 0715                   | nach einem Flurnamen | 1932                | Ein „Specken“ ist ein mit Buschwerk befestigter Weg, der durch ein feuchtes Wiesengelände führt, „Reye“ bezeichnet einen kleinen Wasserlauf. | Speckenreye                                               |
| Stegerwaldring (Lage)          | S617               | 0250                   | Adam Stegerwald (1874–1945), CSU-Politiker | 1964                | Motivgruppe: Frauen und Männer der Arbeiterbewegung | Stegerwaldring                                            |
| Stengelestraße (Lage)          | S674               | 0615                   | Gustav Stengele (1861–1917), SPD-Politiker, und Ida Stengele (1861–?), SPD-Politikerin | 1929                | von 1936 bis 1942: General-Litzmann-Straße, von 1942 bis 1945: Wilhelm-Gustloff-Straße; seit 2022 erweiterte Benennung | Stengelestraße                                            |
| Stengeletwiete (Lage)          | S675               | 0085                   | in Anlehnung an die Stengelestraße | 1945                | 2017/2018 totaler Abriss der 1940 gebauten Häuser und der Twiete. 2020 Neugestaltung der Twiete und der Wohnhäuser als „Washingtoner Höfe“ | Stengeletwiete                                            |
| Steubenstraße (Lage)           | S685               | 0470                   | Friedrich Wilhelm von Steuben (1730–1794), preußischer Offizier und späterer US-amerikanischer General | 1930                | | Steubenstraße                                             |
| Stoltenbrücke (Lage)           | S711               | 0050 (im Stadtteil)    | Otto Stolten (1853–1928), SPD-Politiker | 1958                | Brücke und Straßenzug, überquert die A 24; nördlich der Brücke in Marienthal; lt. Straßen- und Gebietsverzeichnis nur in Marienthal, lt. Grundkarte liegt der Brückenteil in Horn                                                                       | Stoltenbrücke                                             |
| Stoltenstraße (Lage)           | S713               | 0840                   | Otto Stolten (1853–1928), SPD-Politiker | 1945                | | Stoltenstraße                                             |
| Theodor-Weber-Reihe (Lage)     | T060               | 0095                   | Theodor Weber (1844–1889), Kaufmann und Konsul | 1929                | | Theodor-Weber-Reihe                                       |
| Tribünenweg (Lage)             | T162               | 0350                   | nach den Zuschauertribünen auf der Horner Rennbahn | 1901                | | Tribünenweg                                               |
| Vierbergen (Lage)              | V039               | 0165                   | nach einem Flurnamen | 1929                | | Vierbergen                                                |
| Vierbergentwiete (Lage)        | V040               | 0070                   | in Anlehnung an die Straße Vierbergen | 1940                | | Vierbergentwiete                                          |
| Von-Elm-Weg (Lage)             | V097               | 0175                   | Adolph von Elm (1857–1916), SPD-Politiker und Gewerkschafter | 1929                | Den gleichen Namensgeber haben die Elmtwiete (2018 überbaut) im Stadtteil und der Adolf-von-Elm-Hof in Eißendorf; von 1933 bis 1945: Hans-Cyranka-Weg Motivgruppe: Frauen und Männer der Arbeiterbewegung                                               | Von-Elm-Weg                                               |
| Washingtonallee (Lage)         | W080               | 1425                   | George Washington (1732–1799), erster Präsident der USA | 1932                | | Washingtonallee                                           |
| Washingtonring (Lage)          | W300               | 0300                   | in Anlehnung an die Washingtonallee | 1955                | | Washingtonring                                            |
| Weddestraße (Lage)             | W099               | 0830                   | Johannes Wedde (1843–1890), Dichter und Journalist | 1929                | | Weddestraße                                               |
| Zürnerweg (Lage)               | Z048               | 0225                   | Albert Zürner (1890–1920), Sportler | 1950                | | Zürnerweg                                                 |
| Zwischen den Hecken (Lage)     | Z068               | 0390 (im Stadtteil)    | nach der ursprünglichen Bepflanzung an der Straße | 1932                | östlich der Dannerallee in Billstedt | Zwischen den Hecken                                       |